# Blepharita solieri
Blepharita solieri là một loài bướm đêm trong họ Noctuidae.